# Monte Tambone
Il Monte Tambone è un rilievo dell'isola d'Elba.

## Descrizione
Situato nella parte centrale dell'isola, raggiunge un'altezza di 377 metri sul livello del mare.
Il toponimo, attestato dal 1840 come Ombrìa del Tambone, deriva dal termine locale tompa, ossia «depressione orografica». Nella zona si trovano gli unici caprili del settore centrale dell'isola, con due capanne in pietra superstiti e una completamente distrutta, tutte attribuibili ai pastori sanpieresi della famiglia Martorella ed edificate a partire dal 1930.

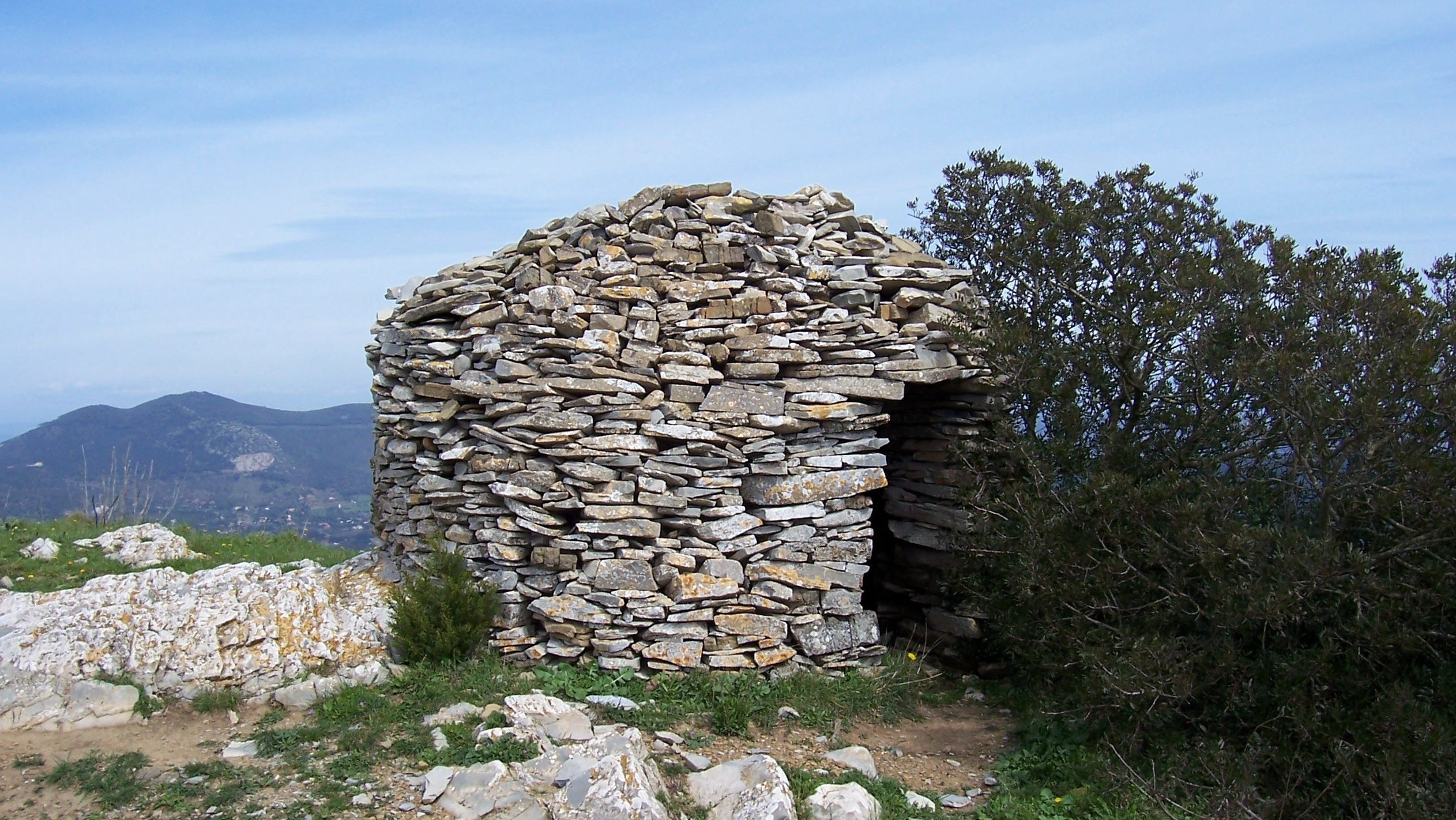
Caprile di Fonza